# Vlechtmachine

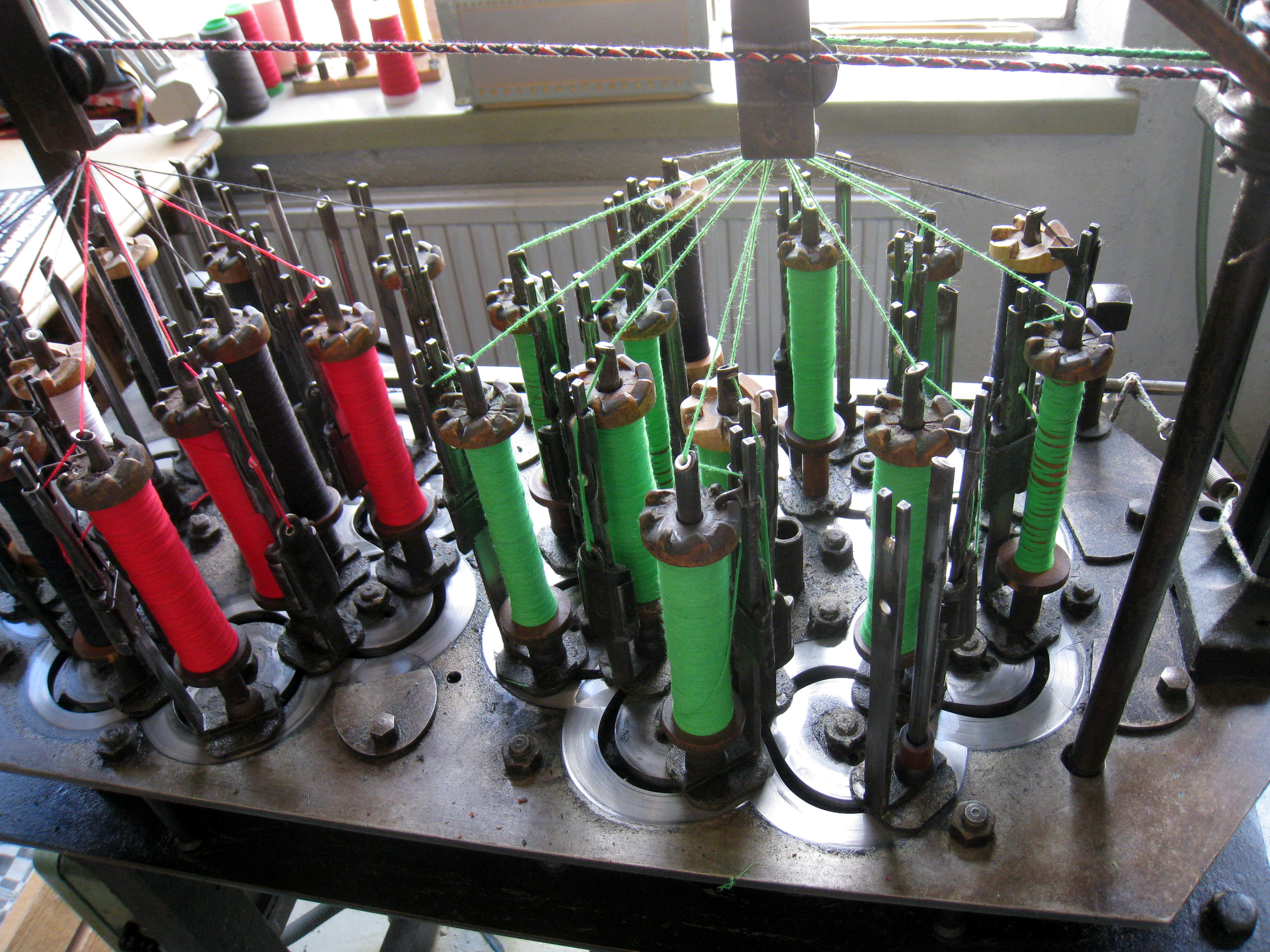
Vlechtmachine

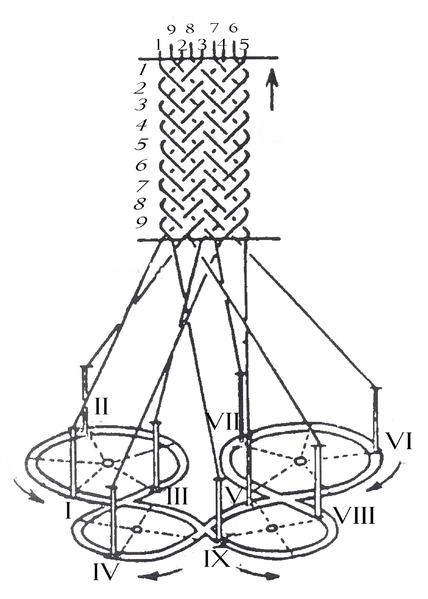
Vlechtprincipe

De vlechtmachine  kent verschillende uitvoeringen afhankelijk van de vlechtsels die geproduceerd worden. Er is echter één algemeen kenmerk: de machine moet elke draad afwisselend over en onder de andere draden leiden, terwijl het gevormde product afgevoerd wordt.
Dit gebeurt door de vlechtspoelen met garen door middel van vleugelwielen langs twee golfvormige geleidingen te voeren. Deze geleidingen zijn uitgefreesd in een plaat boven de vleugelwielen. De vleugelwielen draaien rond, pakken de spoel en nemen deze mee door de golfvormige groef tot ze door het volgende wiel overgenomen wordt. Doordat de spoelen van wiel tot wiel  telkens een klein stukje in de breedte opschuiven terwijl het vlechtsel afgevoerd wordt lopen de draden diagonaal in tegenstelling tot een weefsel waar de inslag in één keer over de volle breedte ingebracht wordt en dus horizontaal loopt.
Bij een hol vlechtsel draait de helft van de spoelen rechtsom en de andere helft linksom in twee gescheiden rijen. De golfbanen liggen in een gesloten cirkelvorm. Hierdoor ontstaat een cilinder met een holle kern.
Bij een vlak vlechtsel is er geen gesloten cirkel. Bij de onderbreking in de cirkel draaien de vlechtspoelen om en gaan door de andere golfbaan terug. Het vlechtsel wordt nu vlak gemaakt en dan opgewikkeld. (Zie Vlechtprincipe).
Doordat de spoelen afwisselend aan de voor en de achterkant van het vleugelwiel zitten worden de garens boven en onder elkaar gelegd. Het garen van de binnenste spoel gaat onder dat van de buitenste spoel door, omdat de hoek van de binnenste spoel met de verticaal kleiner is dan de hoek van de buitenste spoel (bijvoorbeeld III en IV).
Het uiterlijk van de vlecht qua vorm en binding wordt bepaald door de vorm van de vleugelwielen en hun rangschikking ten opzichte van elkaar.